# Palaiokariá
Palaiokariá (Palaiokarya) är en ort i Grekland.   Den ligger i prefekturen Nomós Aitolías kai Akarnanías och regionen Västra Grekland, i den centrala delen av landet, 200 km väster om huvudstaden Aten. Palaiokariá ligger 468 meter över havet och antalet invånare är 132.
Terrängen runt Palaiokariá är varierad. Runt Palaiokariá är det ganska glesbefolkat, med 23 invånare per kvadratkilometer. Närmaste större samhälle är Agrínio, 13,7 km väster om Palaiokariá. 